# Laniakea
Supercúmulo de Laniakea, Supercúmulo Local o Laniakea (del hawaiano Laniakea, ‘cielos inconmensurables’) es el supercúmulo de galaxias que alberga a la Vía Láctea y aproximadamente otras 100 000 galaxias cercanas.
Fue definido en septiembre de 2014 cuando un grupo de astrónomos, incluidos
Brent Tully (de la Universidad de Hawái),
Hélène Courtois (de la Universidad de Lyon),
Yehuda Hoffman (de la Universidad Hebrea de Jerusalén) y
Daniel Pomarède (de la Universidad Paris-Saclay), publicaron una nueva forma de definir el término de supercúmulo conforme a las velocidades relativas de las galaxias.
Esta nueva definición de supercúmulo causó la degradación del antiguamente llamado supercúmulo de Virgo, que es considerado actualmente tan solo un pequeño lóbulo de Laniakea.

## Etimología
El nombre Laniakea significa ‘cielos inconmensurables’ en hawaiano, de lani, que significa ‘cielo’, y ākea, ‘espacioso, inconmensurable’. El nombre fue sugerido por Nawa'a Napoleon, profesor asociado de lengua hawaiana, a fin de rendir homenaje a los navegadores polinesios, que utilizaron el conocimiento de los cielos para navegar por el océano Pacífico.

## Estructura

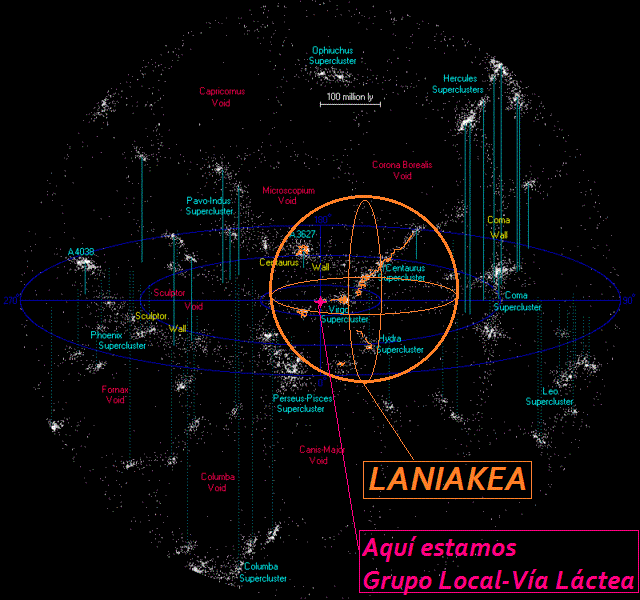

Es una región que agrupa cuatro grandes supercúmulos de galaxias relativamente próximos entre sí:
- Supercúmulo de Virgo, que incluye al Grupo Local y, por tanto, a nuestra Vía Láctea.
- Supercúmulo Hidra-Centauro, que distingue entre: 
  - El Gran Atractor: lugar cercano a la constelación de Norma. Es el centro gravitacional del sistema.
  - La Gran Muralla de Antlia o cúmulo de Hidra.
- Supercúmulo del Centauro.
- Supercúmulo meridional, que incluye el Cúmulo de Fornax, el Cúmulo del Dorado y el Cúmulo de Eridano.

Al igual que otras regiones similares formadas por agregados de varios supercúmulos, ni es compacta gravitacionalmente ni está perfectamente definida; es probable que la materia oscura la haga evolucionar hacia una disgregación y fractura de las partes que la componen.

## Dimensiones
Se ha cuantificado la existencia en este supercúmulo de 100.000 (cien mil) galaxias con 10.000.000.000.000.000 (diez mil billones) de estrellas en total y con 1017 = 100 000 000 000 000 000 (cien mil billones) de masas solares. Se trata de uno de los seis millones de supercúmulos que se calcula puedan existir en nuestro universo detectable. Laniakea posee un tamaño aproximado de 160 Mpc o 520 millones de años luz, por lo que constituye casi un 0.4 % del total del universo observable.

## Vecindad
Laniakea se dirige en dirección al Supercúmulo de Shapley, y se especula que ambos supercúmulos puedan formar parte de un complejo mayor. Otras grandes regiones próximas, además de la Región de Shapley, son Hércules, Coma y Perseo-Piscis.
El Grupo Local, así como nuestra galaxia y sistema solar, está en una zona muy periférica de Laniakea, y por lo tanto alejado del Gran Atractor.